# Sergio Gori
Sergio Gori (ur. 24 lutego 1946 w Mediolanie, zm. 5 kwietnia 2023 w Sesto San Giovanni) – włoski piłkarz, napastnik. Srebrny medalista MŚ 1970.
Był wychowankiem mediolańskiego Interu. Nigdy na stałe nie przebił się do pierwszego składu, jednak dzięki epizodycznym występom znalazł się wśród mistrzów Włoch (1965, 1966) oraz triumfatorów Pucharu Europy (1965). W latach 1966–1968 był zawodnikiem Lanerossi Vicenza, w następnym sezonie ponownie był piłkarzem Interu, jednak w 1969 odszedł do Cagliari Calcio, gdzie grał do 1975 (scudetto w 1970). Od 1975 do 1977 grał w Juventusie, karierę kończył w Hellas Werona (1978). Z Juve był mistrzem kraju w 1977, znalazł się w gronie zdobywców Pucharu UEFA '77.
W reprezentacji Włoch zagrał 3 razy. Debiutował 14 czerwca 1970 w meczu z Meksykiem podczas MŚ 70 – wszedł na boisko w 84 minucie. Był to jego jedyny występ w turnieju, dał mu tytuł wicemistrza świata. Ostatni raz w reprezentacyjnej koszulce wybiegł na boisko w tym samym roku.